# Australasian Championships 1921
Die 14. Australasian Championships waren ein Tennis-Rasenplatzturnier der Klasse Grand Slam, das von der ILTF veranstaltet wurde. Es fand vom 26. bis 31. Dezember 1921 in Perth, Australien statt.
Titelverteidiger waren im Einzel Pat O’Hara Wood und im Doppel Pat O’Hara Wood und Ronald Thomas.